# Clidemia flexuosa
Clidemia flexuosa är en tvåhjärtbladig växtart som först beskrevs av José Jéronimo Triana, och fick sitt nu gällande namn av Célestin Alfred Cogniaux. Clidemia flexuosa ingår i släktet Clidemia och familjen Melastomataceae. Inga underarter finns listade i Catalogue of Life.